# Aulacophora orientalis
Aulacophora orientalis is een keversoort uit de familie bladkevers (Chrysomelidae). De wetenschappelijke naam van de soort werd in 1788 gepubliceerd door George Henry Hornstedt.